# NGC 3136
NGC 3136 este o galaxie eliptică situată în constelația Carena. A fost descoperită în 1835 de către John Herschel. Se află la o distanță de 24,32 de megaparseci de Pământ.